# Sagrat Cor de Jesús (Colònia Jorba)
El Sagrat Cor de Jesús és la capella de la Colònia Jorba a Viladecavalls de Calders (Moianès). Està situada en el sector de ponent del terme de Calders, a prop del límit amb Navarcles, a l'esquerra del riu Calders.